# Cyperus hirtellus
Cyperus hirtellus är en halvgräsart som först beskrevs av Emilio Chiovenda, och fick sitt nu gällande namn av Georg Kükenthal. Cyperus hirtellus ingår i släktet papyrusar, och familjen halvgräs. Inga underarter finns listade i Catalogue of Life.